# Ignaz von Born

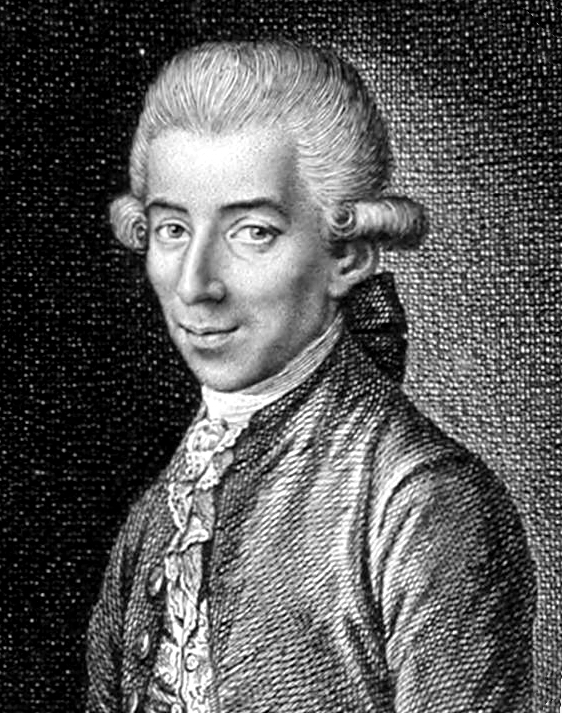
Ignaz von Born

Ignaz Edler von Born (* 26. Dezember 1742 in Karlsburg, Siebenbürgen; † 24. Juli 1791 in Wien) war ein Mineraloge, Geologe, Malakologe und Freimaurer in der Zeit der Aufklärung.

## Leben
Ignaz von Born war der Sohn eines Offiziers und Bergbauunternehmers. Als die Eltern starben, trat er im Jahr 1757 in den Jesuitenorden ein, den er aber 1762 wieder verließ. Born studierte in der Folge in Prag Rechtswissenschaft, dann privat Montanwissenschaften und wurde 1769 Beisitzer am Oberstkammergrafen-Amt in Schemnitz, ab 1770 am Obersten Münz- und Bergmeister-Amt in Prag. Er war die Zentralfigur in einem Kreis von Wissenschaftlern, der sich “Gelehrte Gesellschaft” nannte und sich der Herausgabe vor allem naturwissenschaftlicher Beiträge widmete. 1776 ging er nach Wien und katalogisierte 1778 im Naturalienkabinett die Muscheln und Schnecken. Anschließend wurde er bei der Hofkammer eingestellt, führte wichtige Verbesserungen im Bergbau durch und entwickelte eine neue Amalgamierungsmethode zur Trennung von Silber und Gold aus Erzen.
Born wurde unter dem Decknamen Furius Camillus Mitglied von Adam Weishaupts Illuminatenorden. 1770 war er in der Freimaurerloge Zu den drei gekrönten Säulen in Prag aufgenommen worden, 1781 wurde er Mitglied und am 9. März 1782 Meister vom Stuhl der Wiener Loge Zur wahren Eintracht. Als solcher spielte er in der Freimaurerei in Österreich eine einflussreiche Rolle, etwa nahm er Angelo Soliman, einen afroösterreichischen ehemaligen  Sklaven des Fürsten Liechtenstein, in die Loge auf. Im Jahr 1774 wurde Born zum Mitglied der Gelehrtenakademie Leopoldina und zum auswärtigen Mitglied der Bayerischen Akademie der Wissenschaften gewählt. 1776 wurde er zum auswärtigen Mitglied der Göttinger Akademie der Wissenschaften gewählt. 1777 wurde er Ehrenmitglied der Russischen Akademie der Wissenschaften in Sankt Petersburg. Ab 1786 war er auswärtiges Mitglied der Preußischen Akademie der Wissenschaften.
Wolfgang Amadeus Mozart war nicht Mitglied von Borns Loge, sondern der Schwesterloge Zur Wohlthätigkeit, in der sein Freund Otto Heinrich von Gemmingen-Hornberg Stuhlmeister war; durch diesen wurde der Komponist und Kapellmeister am 14. Dezember 1784 in den Freimaurerbund aufgenommen. Mozart besuchte aber regelmäßig die Wiener Loge Zur wahren Eintracht und wurde von Born am 7. Januar 1785 in den Gesellengrad befördert. Auch nahm Born die Aufnahme von Leopold Mozart vor.
Nachdem der Illuminatenorden 1784 von der bayerischen Regierung verboten wurde, trat Born unter Protest aus der Bayerischen Akademie der Wissenschaften aus.
Am 11. Dezember 1785 erließ Kaiser Joseph II. das sogenannte Freimaurerpatent, das die Anzahl der Logen begrenzte und die behördliche Meldung der Mitglieder verlangte. In Folge wurde Borns Loge Teil der Sammelloge Zur Wahrheit, in der Born zunächst noch als Meister vom Stuhl agierte. Als die Spannungen in seiner Loge immer größer wurden, legte Born am 12. September 1786 seine Ämter nieder, und die Loge löste sich schließlich im April 1789 auf.
Nicht nur Verbitterung über die Entwicklung der Freimaurerei, aber auch große gesundheitliche Probleme waren Ursache für den Rücktritt Borns: Er hatte sich bei einem Grubenunglück eine schwere chronische Erkrankung zugezogen, die ihn zur Einnahme starker schmerzstillender Mittel zwang, die wiederum einen schleichenden Tod durch Vergiftung bewirkt haben könnten.
Die am 30. September 1791 uraufgeführte Oper Die Zauberflöte sollte als allegorische und volkstümliche Darstellung der aufklärerischen Ideale der Freimaurerei verstanden werden, wobei Ignaz von Born das Vorbild für den Weisen Sarastro war. Mozarts Librettist Emanuel Schikaneder war 1791 Mitglied der Regensburger Loge Carl zu den drei Schlüsseln, nachdem er bereits 1788 den Aufnahmeantrag gestellt hatte.
Weitere Personen im Umkreis von Born waren Aloys Blumauer, Johann Baptist von Alxinger, Joseph Franz Ratschky, Gottlieb Leon, Joseph von Retzer (1754–1824), Tobias Gebler, Johann Pezzl und Carl Leonhard Reinhold.

## Erstbeschreibungen
Er ist u. a. Erstbeschreiber der Muschel Panopea glycymeris BORN 1778.
Außerdem führte Born die Landschneckengattung Cornu ein. Diese umfasst unter anderem die Gefleckte Weinbergschnecke Cornu aspersum (MÜLLER 1774). Nachdem Born die Gattung aber nach einem missgebildeten Exemplar beschrieben hatte, wurde erst 2015 die systematische Bezeichnung Cornu aspersum als allgemein gültig anerkannt.

## Ehrungen
Das Mineral Bornit wurde ca. 1845 nach Ignaz von Born benannt. 1975 benannte man den Ignaz-Born-Weg in Wien-Hietzing nach ihm.

## Schriften und Werke (Auswahl)

### Schriften zur Mineralogie und Geologie (chronologisch)
- Lithophylacium Bornianum. 2 Bände. Gerle, Prag 1772–1775.
- Index rerum naturalium musei Caesarei Vindobonensis. Verzeichniß der natürlichen Seltenheiten des k.k. Naturalien Cabinets zu Wien. Band 1: Testacea. Kraus, Wien 1778 (mehr nicht erschienen), (Nachdruck: s. l., Nabu Press 2010, ISBN 978-1-149-41770-6).
- Ueber das Anquicken der gold- und silberhältigen Erze, Rohsteine, Schwarzkupfer und Hüttenspeise. Wappler, Wien 1786.
- als Hrsg. mit Friedrich Wilhelm Heinrich von Trebra: Bergbaukunde. 2 Bände. Goeschen, Leipzig 1789–1790. (Digitalisat)
- Catalogue méthodique et raisonne de la collection des fossiles de Mademoiselle Eleonore de Raab. 2 Bände. Alberti, Wien 1790.

### Pseudonyme Werke (chronologisch)
- Die Staatsperüke. Ghelen, Wien 1773.
- Joannis Physiophili specimen monachologiae methodo Linnaeana. Merz, Augsburg 1783 (deutsch: P. Ignaz Lojola Kuttenpeitscher, aus der ehemaligen Gesellschaft Jesu: Neueste Naturgeschichte des Mönchthums. Oesterreich (i. e.: Lindauer, München) 1783).
- Jo. Physiophili opera. Continent Monachologiam, accusationem Physiophili, defensionem Physiophili, anatomiam monachi (Aug. Vindel. 1784).